# Centrale idroelettrica di Fucine
La centrale idroelettrica di Fucine è situata nel comune di Viù, in provincia di Torino.

## Caratteristiche
L'impianto sfrutta le acque del torrente Stura di Viù, alle quali sui uniscono le acque del rio Nanta e lo scarico della centrale di Lemie.

Le acque di scarico si riversano nuovamente nella Stura di Viù.
I macchinari consistono in un gruppo con turbina Francis ad asse orizzontale.